# 立法會緊急會議
立法會緊急會議是指香港立法會任期完結或解散後，按《立法會條例》（Legislative Council Ordinance，香港法例第542章）第11條舉行之立法會會議。 行政長官可行使《立法會條例》第11條賦予其之權力，要求立法會主席召開立法會緊急會議。

## 歷史

### 英治時期
因應香港於1985年首度舉行立法局選舉，《皇室訓令》於1985年3月30日修訂。當中就立法局會議新增第28A條，其第2款賦權總督於立法局任期結束並解散後，因應緊急事項召開緊急會議。 及後，立法局亦於1988年7月修訂《會議常規》，首次於第7B條納入有關緊急會議的條款。
第7B條賦權立法局於緊急情況下恢復正常運作，並於緊急會議中審議政府開支預算及撥款議案。布政司霍德爵士於立法局全體會議上曾表明即使立法局解散後，財務委員會通常不能召開會議，但於緊急情況下，立法局或需召開緊急財委會會議。

### 主權移交後
香港主權移交後，《皇室訓令》及立法局《會議常規》不再適用。取而代之的《基本法》第72(5)條規定，立法會主席須應行政長官的要求召開緊急會議。
因應香港第一屆立法會任期於1998年7月1日開始，香港特別行政區政府於1997年9月向臨時立法會提交《立法會條例草案》，為立法會訂立其組成、召開、解散及換屆選舉等規定。 臨時立法會就條例草案進行委員會審議期間，有議員動議加入第11條，規定立法會任期結束並解散後，行政長官可要求立法會主席召開緊急會議。立法會主席必須應行政長官的要求，召開立法會緊急會議。緊急會議開始前的立法會任期內擔任議員的人，繼續當作為立法會議員。 及後第11條連同《立法會條例草案》於1997年10月獲臨時立法會通過。
臨時立法會認為立法會緊急會議並未違反基本法第69條，有關立法會每屆任期四年之規定。《立法會條例》第11條僅讓立法會解散之後與換屆選舉尚未舉行前的一段期間舉行特別會議。唯按《立法會條例》第11(2)條繼續擔任立法會議員的人，其「議員地位及他們通過的法例的合法性」或受司法覆核挑戰。
及後，立法會亦於1998年7月制定《議事規則》時，在第15條納入有關緊急會議的條款。

## 應用
總督及行政長官未曾行使《王室訓令》或《立法會條例》賦予其之權力，要求立法機關召開緊急會議。

### 2020年立法會選舉延期
行政長官會同行政會議於2020年7月30日行使《緊急情況規例條例》（香港法例第241章）賦予其之權力，以2019冠狀病毒病香港疫情嚴峻為由訂立《緊急情況(換屆選舉日期)(第七屆立法會)規例》（香港法例第241L章），取消原定於2020年9月6日舉行之2020年香港立法會選舉，並將第七屆立法會換屆選舉延後一年舉行。 其後全國人民代表大會常務委員會於2020年8月11日作出決定，第六屆立法會於2020年9月30日後，繼續履行職責不少於一年，直至第七屆立法會任期開始為止。
全國人大常委會決定第六屆立法會延任一年前，社會有意見建議行政長官按《立法會條例》第11條要求立法會主席召開緊急會議。如前立法會主席曾鈺成提及第六屆立法會解散後，特區政府可考慮召開緊急會議並審議財政預算案，履行部分立法職能。但行政會議成員湯家驊認為，援引《立法會條例》第11條或遭受司法挑戰，指在緊急會議上只可處理必要的緊急事項，例如施政報告或財政預算案，但未必可通過任何政府法案或撥款申請；反之，全國人大常委會所作之決定不能受到本地司法覆核挑戰。